# Bathanthidium bifoveolatum
Bathanthidium bifoveolatum là một loài Hymenoptera trong họ Megachilidae. Loài này được Alfken mô tả khoa học năm 1937.